# Relay/Waspman
Relay/Waspman è un singolo dei The Who, pubblicato nel Regno Unito nel 1973. I due brani sono stati ripubblicati nelle raccolte Rarities Vol. 2 "1970-1973" del 1983 e Two's Missing del 1987.

## Tracce
Lato A
1. Relay – 3:38 (Pete Townshend)

Lato B
1. Waspman – 3:02 (Keith Moon)